# Eliurus antsingy
Eliurus antsingy — вид гризунів родини Незомієві (Nesomyidae).

## Поширення
Цей вид є ендеміком заходу та півночі Мадагаскару на висотах 50-550 м. Спочатку вважали, що вид лише пов'язаний з лісовим середовищем проживання, але недавні колекції на півночі також записали вид поблизу масивних метаморфічних оголень на краю перехідного з сухого до вологого лісу.

## Загрози та охорона
Територія проживання піддається ризику деградації й видалення для сільського господарства. Цей вид був знайдений в Bemaraha National Parks, Namoroka National Parks, Anakarana Special Reserve.